# Veronica Brenner
Veronica Brenner (* 18. Oktober 1974 in Scarborough, Ontario) ist eine ehemalige kanadische Freestyle-Skierin. Sie war auf die Disziplin Aerials (Springen) spezialisiert. Sie gewann Silber bei den Olympischen Winterspielen 2002, eine Bronzemedaille bei Weltmeisterschaften sowie einmal die Disziplinenwertung und zehn Einzelwettkämpfe im Weltcup.

## Biografie

### Sportliche Laufbahn
Veronica Brenner gab im Januar 1994 in Blackcomb ihr Debüt im Freestyle-Skiing-Weltcup. Mit konstanten Leistungen qualifizierte sie sich ein Jahr später für die Weltmeisterschaften in La Clusaz, kam dort aber nicht über Rang 20 hinaus. Im Dezember 1995 gelang ihr beim Auftakt in Tignes ihr erster Weltcupsieg. Nach zwei weiteren Saisonsiegen musste sie sich in der Disziplinenwertung nur der Schweizerin Colette Brand geschlagen geben. Zu Beginn der Saison 1996/97 gewann Brenner die ersten drei Wettkämpfe und reiste nach einem weiteren Weltcupsieg in Breckenridge als Favoritin zu den Weltmeisterschaften in Iizuna Kōgen. Dort musste sie sich mit der Bronzemedaille begnügen, entschied aber am Saisonende die Weltcup-Disziplinenwertung für sich. Im folgenden Winter konnte sie nicht an diese Resultate anknüpfen und verpasste als Neunte bei den Olympischen Spielen von Nagano einen weiteren Medaillengewinn klar. Deutlich erfolgreicher verliefen die Winter danach, 1999/00 schloss sie als Gesamtweltcup-Zweite hinter Jacqui Cooper ab.
Mit einer während des Trainings erlittenen Knieverletzung verpasste Brenner die folgende Saison und konnte über ein Jahr lang nicht an Wettkämpfen teilnehmen. Im Januar 2002 feierte sie am Mont-Tremblant ihren ersten Weltcupsieg seit fast zwei Jahren. Bei den Olympischen Spielen von Salt Lake City gewann sie hinter Alisa Camplin die Silbermedaille, blieb danach im Weltcup aber ohne weitere Podestplätze. Bei den Weltmeisterschaften im Olympiaort Deer Valley verpasste sie die Medaillenränge als Vierte denkbar knapp. Im März 2003 beendete sie ihre aktive Karriere im Leistungssport.

### Weitere Karriere
Nach dem Ende ihrer Sportlaufbahn studierte Veronica Brenner zunächst an der University of Waterloo und später an der Queen’s University, wo sie sich 2011 den Titel MBA erwarb. Daneben arbeitete sie als Sportkommentatorin für CBC und CTV und engagiert sich für die Kinderhilfsorganisation Right To Play. Außerdem war sie im Organisationskomitee für die Olympischen Winterspiele 2010 in Vancouver aktiv. Nach unterschiedlichen Engagements in der Privatwirtschaft und einer Saison als Aerials-Weltcup-Trainerin der australischen Nationalmannschaft ist sie als Performance Manager für das Canadian Olympic Committee tätig.

## Erfolge

### Olympische Spiele
- Nagano 1998: 9. Aerials
- Salt Lake City 2002: 2. Aerials

### Weltmeisterschaften
- La Clusaz 1995: 20. Aerials
- Nagano 1997: 3. Aerials
- Meiringen-Hasliberg 1999: 4. Aerials
- Deer Valley 2003: 4. Aerials

### Weltcupwertungen
| Saison  | Gesamt                              | Gesamt                              | Aerials                             | Aerials                             |
| Saison  | Platz                               | Punkte                              | Platz                               | Punkte                              |
| ------- | ----------------------------------- | ----------------------------------- | ----------------------------------- | ----------------------------------- |
| 1993/94 | 60.                                 | 36                                  | 23.                                 | 284                                 |
| 1994/95 | 29.                                 | 71                                  | 10.                                 | 568                                 |
| 1995/96 | 8.                                  | 95                                  | 2.                                  | 852                                 |
| 1996/97 | 4.                                  | 97                                  | 1.                                  | 776                                 |
| 1997/98 | 16.                                 | 83                                  | 5.                                  | 584                                 |
| 1998/99 | 3.                                  | 95                                  | 3.                                  | 284                                 |
| 1999/00 | 2.                                  | 95                                  | 2.                                  | 476                                 |
| 2000/01 | verletzungsbedingt keine Ergebnisse | verletzungsbedingt keine Ergebnisse | verletzungsbedingt keine Ergebnisse | verletzungsbedingt keine Ergebnisse |
| 2001/02 | 13.                                 | 76                                  | 5.                                  | 380                                 |
| 2002/03 | 15.                                 | 81                                  | 7.                                  | 488                                 |

### Weltcupsiege
Brenner errang im Weltcup 25 Podestplätze, davon 10 Siege:
| Datum             | Ort            | Land       | Disziplin |
| ----------------- | -------------- | ---------- | --------- |
| 9. Dezember 1995  | Tignes         | Frankreich | Aerials   |
| 20. Dezember 1995 | Piancavallo    | Italien    | Aerials   |
| 5. Januar 1996    | Lake Placid    | USA        | Aerials   |
| 7. Dezember 1996  | Tignes         | Frankreich | Aerials   |
| 15. Dezember 1996 | La Plagne      | Frankreich | Aerials   |
| 8. Januar 1997    | Mont-Tremblant | Kanada     | Aerials   |
| 26. Januar 1997   | Breckenridge   | USA        | Aerials   |
| 23. Januar 2000   | Heavenly       | USA        | Aerials   |
| 17. März 2000     | Livigno        | Italien    | Aerials   |
| 13. Januar 2002   | Mont-Tremblant | Kanada     | Aerials   |

### Weitere Erfolge
- 5 kanadische Meistertitel (Aerials 1994, 1997–1999 und 2003)[3]